# Looks That Kill
"Looks That Kill" är en singel från det amerikanska heavy metal-bandet Mötley Crües album Shout at the Devil.
Den skrevs av bandets basist Nikki Sixx. Den låg tio veckor på Billboard Hot 100 och nådde som bäst en femtiofjärde (#54) placering. Det var den första singeln av Mötley Crüe som fick en musikvideo, vilket gjorde att de nådde den stora publiken på MTV. Videon kritiserades för att ha med sexistiska scener (vilket knappast minskade intresset för den).
Den anses av många fans vara en av de bästa Mötley Crüe-låtarna, och den är fortfarande ett fast inslag på deras spelningar.

## Låtlista
1. "Looks That Kill" - 4:07
2. "Piece Of Your Action"

## Medverkande
- Vince Neil - sång
- Mick Mars - gitarr
- Nikki Sixx - bas
- Tommy Lee - trummor